# Aleksandër Peçi
Aleksandër Peçi (Tirana, 1951. július 11.) albán zeneszerző, az 1990-es–2000-es évek albán komolyzenei életének legnagyobb hatású alakja.
Peçi a tiranai Állami Konzervatórium zeneszerzés tanszakán tanult Çesk Zadeja osztályában. Diplomája megszerzését (1974) követően Párizsban és Amszterdamban képezte tovább magát Ton de Leeuw, Juasza Dzsódzsi, Paul Méfano és más zeneszerzők mellett. Időközben, 1973 és 1978 között a përmeti Kultúrpalota, majd a tiranai Állami Népzenei és Néptáncegyüttes (Ansambli Shtetëror i Këngëve dhe i Valleve Popullore) művészeti vezetőjeként dolgozott. 
1986-tól minden idejét a zeneszerzésnek szentelhette, de 1992-től a tiranai Szépművészeti Akadémián is tanít zeneszerzést. Fiatal zeneszerzőtársaival karöltve 1993-ban megalapította az Albán Újzenei Társaságot (Shoqata e Muzikës së Re Shqiptare), amelynek elnöki tisztét is ellátja. 1997-ben útjára indította a fiatal zeneszerzők nemzeti Çesk Zadeja-versenyét (konkursi i kompozitorëve të rinj „Çesk Zadeja”), 1999-ben pedig megszervezte az Albán Újzenei Együttest (Ansambli i Muzikës së Re Shqiptare). Ezen túlmenően 2000-től a komolyzenei cédéket forgalmazó AELFIOR kiadó igazgatója.
Zeneszerzői munkásságának legjelentősebb darabjai egy balettje (Kecat dhe ujku, ’A kecskék és a farkas’, 1979), két szimfóniája (Sinfoni nr. 1, ’I. szimfónia’, 1985; Sinfoni nr. 2, ’II. szimfónia’, 1988), valamint Oirat című operája (Valerio Ferrari librettójával, 2000). Ezeken kívül számos kamara- és zongoradarabot, nagyzenekari művet, rapszódiát, szvitet, kantátát, illetve elektroakusztikus művet szerzett. Számos albán film zenéjét ő szerezte, többek között a magyar–albán koprodukcióban készült Sako menyegzője (Dasma e Sakos) című filmét is. Zenei világát ösztönösség, az érzelmek heves játéka jellemzi, a kortárs modernista komolyzene első jelentős albán alakja. 1989-től Érdemes Művész.